# Glycosmis greenei
Glycosmis greenei là một loài thực vật có hoa trong họ Cửu lý hương. Loài này được Elmer mô tả khoa học đầu tiên năm 1912.